# Чижов, Сергей Викторович
Серге́й Ви́кторович Чижо́в (род. 16 марта 1964, Москва) — российский государственный деятель, депутат Государственной думы Федерального собрания Российской Федерации IV—VIII созывов.
С сентября 2002 года — член Всероссийской политической партии «Единая Россия». С 2003 года — член Политсовета Воронежского регионального отделения. 2003—2015 годы — член депутации Государственной Думы в постоянных делегациях ФС РФ в Парламентской Ассамблее Организации по Безопасности и Сотрудничеству в Европе (ПА ОБСЕ). 
Из-за вторжения России на Украину, находится под международными санкциями Евросоюза, США, Великобритании и ряда других стран

## Детские и юношеские годы
Родился в семье военнослужащего, когда его отец проходил обучение в Академии имени проф. Н. Е. Жуковского в Москве. С 1975 года по настоящее время Сергей Викторович живёт и работает в Воронеже. В 1979 году окончил среднюю школу № 19 города Воронежа.

## Образование
В 1982 году окончил ПТУ № 14 Воронежа по специальности «Машинист бульдозера, автогрейдера 5-го разряда».  В 1991 году в Московском коммерческом институте получил специальность «Товароведение и организация торговли непродовольственными товарами».
В 2003 году в Российской академии государственной службы при Президенте РФ (Воронежский филиал) получил диплом по специальности «Государственное и муниципальное управление» с присуждением квалификации «менеджер». В 2007 году окончил Дипломатическую академию МИД России по специальности «Мировая экономика» с присуждением квалификации «экономист».

## Трудовая деятельность
С 1982 по 1984 год проходил срочную службу в Советской Армии. С 1986 по 1989 год работал в магазине-салоне «Электроника» продавцом, кладовщиком. Позже работал в научно-техническом «Новатор» товароведом (1989-1990), в малом предприятии «Старт» прорабом (1990-1991).
С 1991 по 1995 год Сергей Чижов работал директором частного предприятия «Канон-1», с 1995 по 1997 год работал в АООТ ФМС «Электроника» консультантом по хозяйственной деятельности.
В 1997 году избран депутатом Муниципального совета Воронежа. В 1997 году основал воронежскую Ассоциацию по развитию экономики «Мегаполис», которая в 2003 году была переименована в Ассоциацию «Галерея Чижова». В состав компании входят ряд коммерческих структур: медиахолдинг, сеть супермаркетов, оптовые базы, рестораны и ряд других объектов. Крупнейший объект - многофункциональный Центр «Галереи Чижова» (офисный центр площадью 14 тыс. кв. м и торговый центр площадью 130 тыс. кв. м).
В декабре 2001 года избран в Воронежскую областную думу по избирательному округ №14.
С сентября 2002 года — член Всероссийской политической партии «Единая Россия».
В октябре 2003 года открыл некоммерческий «Благотворительный фонд Чижова».
С 2003 года неоднократно избирался депутатом Государственной Думы ФС РФ от партии «Единая Россия» (IV, V, VI, VII и VIII созывов).
В 2021 году избран депутатом Государственной думы РФ VIII созыва от «Единой России» по одномандатному избирательному округу №88 (Правобережный – Воронежская область), набрав 53,14% голосов. Включён в состав Комитета Государственной Думы по бюджету и налогам.

## Законотворческая деятельность
С 2003 по 2019 год, в течение исполнения полномочий депутата Государственной Думы IV, V, VI и VII созывов, выступил автором и соавтором 271 законодательных инициатив и поправок к проектам федеральных законов.

## Санкции
23 февраля 2022 года внесён в санкционные списки стран Евросоюза за действия и политику, которые подрывают территориальную целостность, суверенитет и независимость Украины и еще больше дестабилизируют Украину.
24 февраля 2022 года включён в санкционный список Канады «близких соратников режима» за голосование о признании независимости «так называемых республик в Донецке и Луганске».
24 марта 2022 года, на фоне вторжения России на Украину, включён в санкционный список США за «соучастие в войне Путина» и «поддержку усилий Кремля по вторжению в Украину», Госдеп США заявил что депутаты Госдумы используют свои полномочия для преследования инакомыслящих и политических оппонентов, нарушают свободу информации, ограничивают права человека и основные свободы граждан России
Позднее, по аналогичным основаниям, включён в санкционные списки Великобритании, Швейцарии, Австралии, Японии, Украины и Новой Зеландии.

## Награды
- Почётный знак «За добросовестный труд и профессионализм» (15 марта 2024) — за многолетний добросовестный труд, большой вклад в законотворческую деятельность, развитие парламентаризма и в связи с 60-летием со дня рождения
- Знак отличия «За заслуги перед Воронежской областью» (18 марта 2019) — за многолетний плодотворный труд, большой личный вклад в социально-экономическое развитие Воронежской области и в связи с 55-летием со дня рождения[23]
- Благодарность Правительства Российской Федерации (2019)[2]
- Благодарность Президента Российской Федерации (2018)
- Благодарность Министра финансов Российской Федерации (2018)
- Медаль ордена «За заслуги перед Отечеством» I степени (11 июня 2016) — за активную законотворческую деятельность и многолетнюю добросовестную работу[24]
- Благодарность Министра финансов Российской Федерации (2016)
- Благодарность Председателя Государственной Думы (2016)
- Благодарность Президента Российской Федерации (2015)
- Именные наручные часы от Губернатора Воронежской области (2015)
- Медаль «За содружество во имя спасения» МЧС России (2014)
- Почётный знак «Благодарность от земли Воронежской» (2014)[25]
- Почётный знак Государственной Думы Федерального Собрания Российской Федерации «За заслуги в развитии парламентаризма» (2013)
- Благодарность Министра финансов Российской Федерации (2013)
- Благодарность губернатора Воронежской области (2013)
- Благодарность губернатора Воронежской области (2012)
- Медаль «100 лет Военно-воздушным силам» Министерства обороны Российской Федерации (2012)
- Благодарность губернатора Воронежской области (2012)
- Благодарность Председателя Государственной Думы Федерального Собрания Российской Федерации (2008)
- Медаль ордена «За заслуги перед Отечеством» II степени (2007)[1]
- Благодарность Президента Российской Федерации (2006)
- Памятная медаль и нагрудный знак «100 лет Государственной Думе» (2006)
- Благодарность Министра финансов Российской Федерации (2006)
- Памятные часы от Министра обороны Российской Федерации

## Семья
Разведён, воспитывает дочь Тамару и сына Виктора.

## Увлечения
Увлекается фотографией, активными техническими видами спорта, плаваньем[источник?]